# Internazionali di Tennis Monza e Brianza 2009
Gli Internazionali di Tennis Monza e Brianza 2009, noti come Mitsubishi Electric Europe Cup per motivi di sponsorizzazione, sono stati un torneo professionistico di tennis maschile giocato sulla terra rossa indoor, che faceva parte dell'ATP Challenger Tour 2009. Si è giocato a Monza in Italia dal 6 al 12 aprile 2009.

## Partecipanti

### Teste di serie
| Nazionalità | Giocatore         | Ranking* | Testa di serie |
| ----------- | ----------------- | -------- | -------------- |
| Germania    | Simon Greul       | 113      | 1              |
| Francia     | Adrian Mannarino  | 135      | 2              |
| Francia     | Mathieu Montcourt | 136      | 3              |
| Italia      | Filippo Volandri  | 140      | 4              |
| Italia      | Tomas Tenconi     | 159      | 5              |
| Argentina   | Sebastián Decoud  | 176      | 6              |
| Slovenia    | Grega Žemlja      | 177      | 7              |
| Danimarca   | Kristian Pless    | 181      | 8              |

- Ranking al 23 marzo 2009.

### Altri partecipanti
Giocatori che hanno ricevuto una wild card:
- Andrea Arnaboldi
- Stefano Ianni
- Dejan Katić
- Filippo Volandri

Giocatori passati dalle qualificazioni:
- Alberto Brizzi
- Albert Ramos Viñolas
- Daniel Silva
- Robin Vik
- Iñigo Cervantes-Huegun (Lucky Loser)

## Campioni

### Singolare
David Marrero ha battuto in finale  Antonio Veić con il punteggio di 5–7, 6–4, 6–4

### Doppio
James Auckland /  Travis Rettenmaier hanno battuto in finale  Dušan Karol /  Jaroslav Pospíšil con il punteggio di 7–5, 6(6)–7, [10–4]